# Rufus King
Rufus King (Scarborough, Massachusetts, 24 maart 1755 – New York, 29 april 1827) was een Amerikaans politicus. Hij was  senator, een van de ondertekenaars van de Amerikaanse grondwet en ambassadeur naar Groot-Brittannië. Verder was King tweemaal kandidaat voor het vicepresidentschap en eenmaal voor het presidentschap.

## Levensloop
King werd geboren in een welvarende koopmansfamilie. Het gezin had te maken met veel jaloezie van buren. Bij rellen rond de aanname van de Stamp Act in 1765 werd hun huis aangevallen en een groot deel van het interieur vernield. Een jaar later werd een schuur afgebrand. Na het uitroepen van de Amerikaanse onafhankelijkheid koos vader King de zijde van Groot-Brittannië, terwijl al zijn zonen sympathiseerden met de patriotten.
Zijn studie volgde King aan Dummer Academy en later aan de Harvard-universiteit. Daarna bekwaamde hij zich onder leiding van Theophilus Parsons in de rechten, maar hij stopte daar in 1778 tijdelijk mee om zich te voegen bij het Continental Army. De jonge King diende als assistent van generaal Sullivan in de Slag om Rhode Island. Daarna keerde hij terug naar zijn studie rechten en werd in 1780 toegelaten tot het beroep van advocaat en begon een eigen praktijk in Newburyport in Massachusetts. In 1783 werd King gekozen in de Wetgevende Vergadering van de staat Massachusetts. In 1784 vaardigde die staat hem af naar het Continental Congress. Daar was hij een van de jongste leden.
In het Congres werkte King nauw samen met Alexander Hamilton, onder andere in de Committee of Style die een laatste hand legde aan de grondwet. Hij keerde vervolgens terug naar Massachusetts, waarbij hij er mede voor zorgde dat deze staat de grondwet ratificeerde. Een poging om in de Senaat gekozen te worden mislukte. Op advies van Hamilton verhuisde hij vervolgens naar New York en werd daar gekozen in de Wetgevende Vergadering. Met steun van Hamilton en gouverneur George Clinton werd King gekozen in de Senaat ten koste van James Duane. In die functie bleef hij werkzaam tot president George Washington hem in 1796 benoemde als ambassadeur in Groot-Brittannië.
Als ambassadeur was King betrokken bij de onderhandelingen rondom het Verdrag van Jay. King bleef na de verkiezing van Thomas Jefferson tot president in 1801 in eerste instantie aan als ambassadeur, hoewel hij zelf behoorde tot de Federalistische Partij. Na zijn ambassadeurschap raakte King nog wel bevriend met de Zuid-Amerikaanse revolutionair Francisco de Miranda. De voormalige ambassadeur organiseerde in 1806 zijn reis naar de Verenigde Staten om steun te verwerven voor zijn uiteindelijke mislukte expeditie richting Venezuela.
De Federalistische Partij nomineerde King in 1804 en 1808 als kandidaat voor het vicepresidentschap, maar beide verkiezingen verloor hij. In 1813 stelde hij zich wederom verkiesbaar voor de Senaat en werd gekozen. Drie jaar later wilde hij gouverneur van New York worden, maar verloor van zittend gouverneur Daniel Tompkins. Later dat jaar werd King door zijn partij genomineerd voor het presidentschap. Bij de verkiezingen werd hij met groot verschil verslagen door Democratisch-Republikein James Monroe. Hij behaalde iets meer dan dertig procent van de stemmen. Zijn partij viel na deze presidentsverkiezingen uit elkaar. In 1819 stelde hij zich wederom verkiesbaar voor de Senaat en werd herkozen. mede door een verdeeldheid binnen de Democratisch-Republikeinse Partij. Na zijn terugtreden in de Senaat vertegenwoordigde hij nog eenmaal de Verenigde Staten als ambassadeur in Groot-Brittannië.
In de Senaat maakte hij zich hard voor de afschaffing van de slavernij. In zijn eerste termijn had hij er al voor gezorgd dat slavernij in het Noordwestterritorium afgeschaft werd. King geloofde in een geleidelijke afschaffing van de slavernij en was zeker geen radicaal. Bij de aanname van de grondwet accepteerde hij uiteindelijk een compromis om de zuidelijke staten tegemoet te komen.In 1817 steunde King acties van de Senaat om buitenlandse slavenhandel te verbieden.

## Familie
Veel familieleden van King waren actief in de politiek. Zijn broer William was de eerste gouverneur van Maine, terwijl een andere broer, Cyrus King, lid was van het Huis van Afgevaardigden namens Massachusetts. Zijn schoonvader John Alsop was namens New York een afgevaardigde naar het Continental Congress.
- Gemeinsame Normdatei: 1034288547
- International Standard Name Identifier: 0000 0000 7367 9334
- Library of Congress Control Number: n84232123
- National Archives and Records Administration: 10569706
- Nationale Bibliotheek van Israël: 987007280761505171
- Nederlandse Thesaurus van Auteursnamen: 132622270
- SNAC: w6fz80vr
- Système universitaire de documentation: 058839704
- Biographical Directory of the United States Congress: K000212
- Virtual International Authority File: 10224864
- WorldCat: E39PBJfMf7bGhmc94fMFwpYHG3

Baldwin · Bassett · Bedford · Blair · Blount · Brearley · Broom · Butler · Carroll · Clymer · Daniel · Dayton · Dickinson · Few · Fitzsimons · Franklin · Gilman · Gorham · Hamilton · Ingersoll · Johnson · King · Langdon · Livingston · Madison · McHenry · Mifflin · G. Morris · R. Morris · Paterson · C. C. Pinckney · Pinckney · Read · Rutledge · Sherman · Spaight · Washington · Williamson · Wilson